# Landgericht Großkarben
Das Landgericht Großkarben war ein von 1821 bis 1853 bestehendes erstinstanzliches Gericht im Großherzogtum Hessen mit Sitz in Groß-Karben.

## Geschichte
In der Landgrafschaft Hessen-Darmstadt wurde mit Ausführungsverordnung vom 9. Dezember 1803 das Gerichtswesen neu organisiert. Für die Provinz Oberhessen wurde das Hofgericht Gießen als Gericht der zweiten Instanz eingerichtet. Die Rechtsprechung der ersten Instanz wurde durch die Ämter bzw. Standesherren vorgenommen. Das Hofgericht war für normale bürgerliche Streitsachen Gericht der zweiten Instanz, für standesherrliche Familienrechtssachen und Kriminalfälle die erste Instanz. Übergeordnet war das Oberappellationsgericht Darmstadt.
Mit der Gründung des Großherzogtums Hessen 1806 wurde diese Funktion beibehalten, während die Aufgaben der ersten Instanz 1821 im Rahmen der Trennung von Rechtsprechung und Verwaltung auf die neu geschaffenen Landgerichte übergingen. „Landgericht Großkarben“ war daher von 1821 bis 1879 die Bezeichnung für das erstinstanzliche Gericht in Großkarben. In den standesherrlichen Gebieten der Provinz Oberhessen bestanden weiterhin Justizkanzleien für Gerichtsfälle zweiter Instanz in Büdingen und Hungen, die dem Hofgericht nachgeordnet waren.

### Landgericht
Infolge der Trennung der Rechtsprechung von der Verwaltung 1821 kam es zur Bildung des Landgerichts Grobkarben. Dessen Bezirk bestand zu Beginn aus
- dem Amt Vilbel mit den Gemeinden Vilbel, Holzhausen, Kloppenheim, Niedereschbach, Obereschbach, Rodheim und Steinbach;
- dem Amt Großkarben mit den Gemeinden Großkarben, Kleinkarben, Ilbenstadt und Okarben;
- dem Amt Büdesheim mit den Gemeinden Büdesheim, Kaichen und Rendel;
- dem Amt Altenstadt mit den Gemeinden Altenstadt, Heldenbergen, Oberau, Rodenbach, Rommelhausen und Stammheim sowie
- den Anteilen an den Kondominaten Assenheim, Petterweil und Burggräfenrode, die als „Dominiallande“ dem Großherzog zustanden.

Anfang Januar 1823 trat der Freiherr von Venningen sämtliche patrimonialgerichtsherrlichen Gerechtsame zu Lindheim an das Großherzogtum ab, dadurch kam es zur Eingliederung des Ortes Lindheim in den Landgerichtsbezirk Großkarben. Ebenso trat drei Monate später die Freiherrliche Familie von Günderrode ihre Patrimonial-Gerechtsame zu Höchst an der Nidder an den Staat ab, sodass auch dieser Ort dem Landgericht zugeteilt wurde. Im Juni 1823 wurde die Jurisdiktion im Ort Steinbach dem Landgericht Rödelheim, im Ort Lindheim dem Landgericht Ortenberg und im Großherzoglichen Domanial-Anteil an der Stadt Assenheim dem Landgericht Friedberg übertragen, während gleichzeitig die richterlichen Geschäfte in den Gräflich Isenburg-Wächtersbachischen Orten Bönstadt und Bruchenbrücken und in dem Gräflichen Haus Solms-Rödelheim gehörenden Teil Petterweils dem Landgericht Großkarben zugeteilt wurden. Am 1. Juli 1840 wurden die Orte Bönstadt und Bruchenbrücken wieder abgetrennt und dem Landgerichtsbezirk Friedberg zugeteilt. Ebenso wurde der Ort Ilbenstadt am 1. Januar 1844 an den Landgerichtsbezirk Friedberg abgetreten. Mit Wirkung vom 15. Oktober 1853 wurde das Landgericht Großkarben aufgehoben und seine Funktionen an die neu errichteten Landgerichte Vilbel und Altenstadt übertragen.